# 加米奇角
加米奇角（英語：Gamage Point）是南極洲的海岬，位於帕默群島的昂韋爾島西南面，是希羅灣入口處的北部，美國南極研究計劃設立的帕爾默站處於該海岬，現時由南極條約體系管理。

## 外部連結
. . United States Geological Survey.   [2012-04-16].
64°46′S 64°4′W / 64.767°S 64.067°W